# Ahmed Rashid

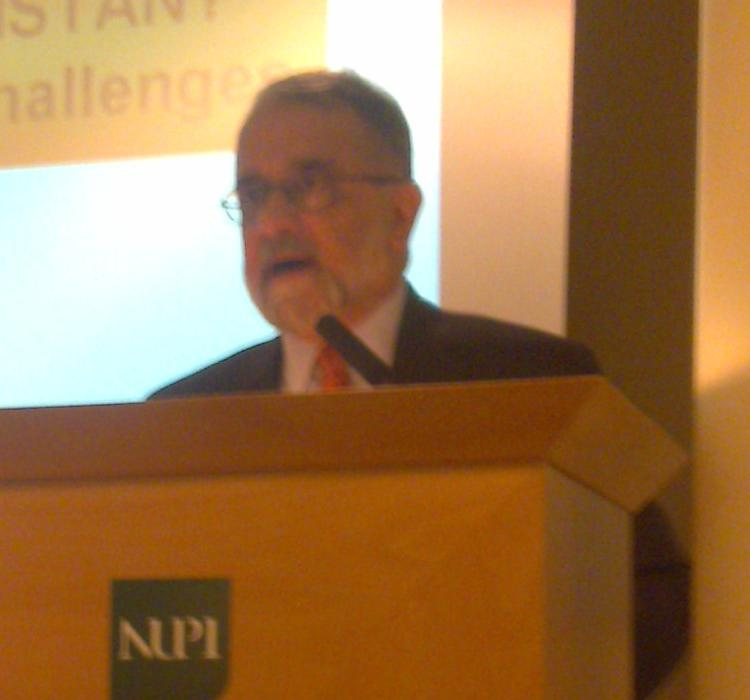
Ahmed Rashid under en föreläsning i Norge 2009

Ahmed Rashid, född 9 juni 1948 i Rawalpindi, är en pakistansk journalist och författare. Han är utrikeskorrespondent i Centralasien för Daily Telegraph, och har skrivit för välrenommerade tidningar och tidskrifter som till exempel Wall Street Journal. 
År 2000 publicerade Rashid en bok, Taliban: Islam, Oil and the New Great Game in Central Asia , vilket allmänt anses vara ett betydande arbete som avslöjar det storpolitiska spel som ledde talibanerna till makten i efterdyningarna av Sovjetunionens tillbakadragande från Afghanistan 1989. 2001 uppdaterades boken med material om 11 september-attackerna, och blev en bästsäljare.
2003 gav Rashid ut en bok om islamism och Centralasiens historia, Jihad - the Rise of Militant Islam in Central Asia
Rashid bor i Lahore, Pakistan, med sin hustru och sina två barn.